# Pitcairnia paniculata
Pitcairnia paniculata är en gräsväxtart som först beskrevs av Hipólito Ruiz López och Pav., och fick sitt nu gällande namn av Hipólito Ruiz López och Pav.. Pitcairnia paniculata ingår i släktet Pitcairnia och familjen Bromeliaceae. Inga underarter finns listade i Catalogue of Life.